# On the Waterfront
On The Waterfront is een Amerikaanse film uit 1954 van regisseur Elia Kazan. De hoofdrollen worden gespeeld door Marlon Brando, Karl Malden, Rod Steiger, Lee J. Cobb en Eva Marie Saint. De film betekende de eerste gewonnen Oscar voor Marlon Brando.

## Verhaal
In Hoboken, New Jersey wordt de haven geleid door de corrupte vakbond en hun al even corrupte leiders. Terry Malloy kon een professionele bokser worden maar werd uiteindelijk een klusjesman van de vakbondsbaas Johnny Friendly. Malloy wordt zonder het te beseffen betrokken bij een moord. Later ontmoet hij de zus van de vermoorde man, Edie, en zij brengt Malloy in contact met pastoor Barry. De priester probeert Malloy te overtuigen om in een rechtszaak te getuigen tégen Johnny Friendly en zijn manschappen.

## Rolverdeling
| Acteur            | Personage         |
| ----------------- | ----------------- |
| Marlon Brando     | Terry Malloy      |
| Karl Malden       | Pastoor Barry     |
| Lee J. Cobb       | Johnny Friendly   |
| Rod Steiger       | Charley Malloy    |
| Eva Marie Saint   | Edie Doyle        |
| Pat Henning       | Timothy J. Dugan  |
| Leif Erickson     | Inspecteur Glover |
| James Westerfield | Big Mac           |
| Fred Gwynne       | Slim              |

## Citaten

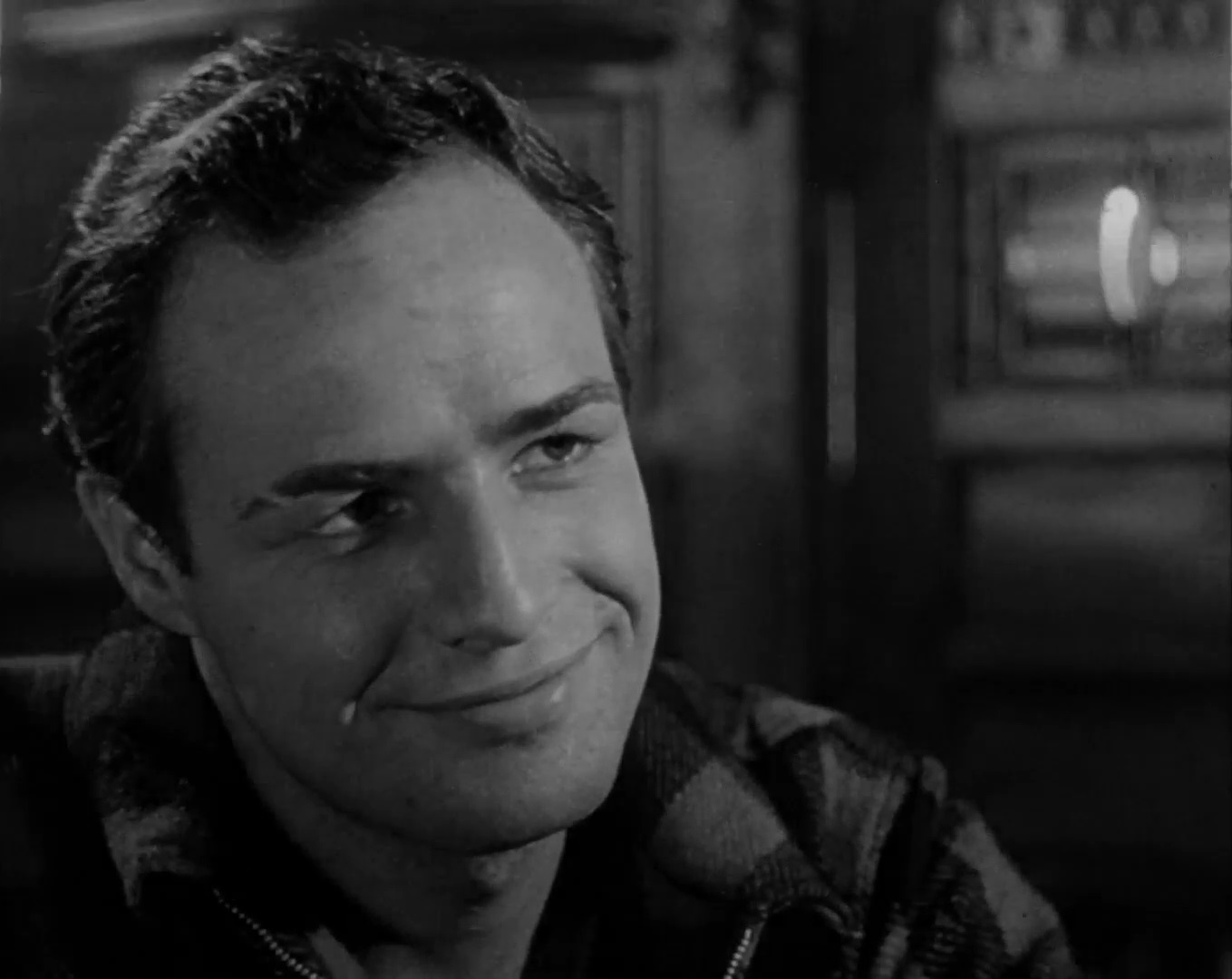
Marlon Brando als Terry Malloy.

Een dialoog tussen Terry Malloy en zijn broer Charley is na stemming door het American Film Institute gekozen tot derde memorabele tekst in de filmgeschiedenis. In de film Raging Bull in 1980 werd aan deze beroemde dialoog gerefereerd.

Charley: Look, kid, I - how much you weigh, son? When you weighed one hundred and sixty-eight pounds you were beautiful. You coulda been another Billy Conn, and that skunk we got you for a manager, he brought you along too fast.

Terry: It wasn't him, Charley, it was you. Remember that night in the Garden you came down to my dressing room and you said, "Kid, this ain't your night. We're going for the price on Wilson." You remember that? "This ain't your night"! My night! I coulda taken Wilson apart! So what happens? He gets the title shot outdoors on the ballpark and what do I get? A one-way ticket to Palooka-ville! You was my brother, Charley, you shoulda looked out for me a little bit. You shoulda taken care of me just a little bit so I wouldn't have to take them dives for the short-end money.

Charley: Well, I had some bets down for ya. You saw some money.

Terry: You don't understand! I coulda had class. I coulda been a contender. I coulda been somebody, instead of a bum, which is what I am, let's face it. It was you, Charley.

## Oscars(gewonnen)
- Beste film - Sam Spiegel
- Beste regie - Elia Kazan
- Beste mannelijke hoofdrol - Marlon Brando
- Beste vrouwelijke bijrol - Eva Marie Saint
- Beste originele scenario - Budd Schuldberg
- Beste camerawerk - Boris Kaufman
- Beste montage - Gene Milford
- Beste artdirection - Richard Day

## Oscars(genomineerd)
- Beste mannelijke bijrol - Lee J. Cobb
- Beste mannelijke bijrol - Rod Steiger
- Beste mannelijke bijrol - Karl Malden
- Beste muziek - Leonard Bernstein

## Andere prijzen
- BAFTA - Beste buitenlandse acteur - Marlon Brando
- Golden Globe - Beste dramafilm
- Golden Globe - Best acteur in een dramafilm - Marlon Brando
- Golden Globe - Beste regisseur - Elia Kazan
- Golden Globe - Best camerawerk - Boris Kaufman
- Filmfestival van Venetië - Zilveren Leeuw - Elia Kazan